# 安德烈·巴雷
安德烈·巴雷（法語：André Barrais，1920年2月22日—2004年1月15日），法国男子篮球运动员，曾代表法国国家队参加1948年夏季奥运会男子篮球比赛，最终获得银牌。他于2004年在布雷斯特逝世。